# Cathédrale Notre-Dame-et-Saint-Castor de Nîmes
Pour les articles homonymes, voir Cathédrale Notre-Dame et Notre-Dame.
La cathédrale Notre-Dame-et-Saint-Castor de Nîmes est une cathédrale catholique romaine située à Nîmes, place aux Herbes, dans le département français du Gard en région Occitanie.
Consacrée à Castor d'Apt, elle est le siège épiscopal du diocèse de Nîmes, Uzès et Alès.

## Historique

### Édifices antérieurs
Des remplois de blocs et de colonnes antiques ont longtemps fait croire que la cathédrale avait été construite sur un monument antique.
Des fouilles archéologiques menées en 1920 ont identifié les vestiges d'une église du VIIe siècle située à l'ouest de la façade et en partie couverte par la construction romane. De nombreux sarcophages retrouvés à l'intérieur indiquent un usage funéraire constant jusqu'au XIIe siècle.
De nouveaux édifices sont construits à l'époque carolingienne, constituant un groupe épiscopal, dédiés à la Vierge, à Saint Etienne et Saint Jean. Le groupe comprenait un atrium qui fut remployé comme cloître à l'époque romane et gothique. Il devait se trouver au sud de l'actuel édifice. Des fragments de chapiteaux sont aujourd'hui conservés au Musée archéologique de la ville.

### Édifice actuel
La cathédrale a connu trois états successifs.
Une église romane, construite à l’emplacement d’édifices plus anciens (notamment de la période romaine), fut consacrée en 1096 par le pape Urbain II, même si les travaux empiétèrent certainement sur le XIIe siècle. De cette époque, il subsiste quelques pans de façades : un mur-pignon surmonté d'un ancien clocher-mur adossé au clocher actuel ayant abrité les premières cloches. La façade est rythmée, en partie, par des arcatures lombardes, et un fronton triangulaire « à l’antique » typique de l’art roman provençal, abritant dans la partie gauche une suite en bas-relief de l’Ancien Testament. La façade comporte une frise romane dont les sept premiers tableaux sont encore visibles,.
Au cours des guerres de religion, Notre-Dame-et-Saint-Castor fut endommagée sérieusement à deux reprises par les Réformés, en 1567 et 1621. L’un des deux clochers de sa façade dite « tour du Trésor », au sud fut d’ailleurs détruite. Cette tour était comparable à la tour Fenestrelle d'Uzès , à ceci près qu'elle était de plan carré et plus haute que la seconde d'après les plans de Poldo D'Albenas au XVIe siècle. Elle possédait par ailleurs des arcatures géminées (comme à Uzès). Ce sont les protestants qui participèrent financièrement à la reconstruction de la nef. Seule la tour nord-ouest échappa à la destruction, servant de poste d'observation.
Une seconde cathédrale fut bâtie au XVIIe siècle sous l’impulsion de l’évêque Cohon dans le style alors classique. La structure de l’édifice actuel date de cette époque : un vaisseau unique à chapelles latérales, voûté d’ogives. De cette époque date la remarquable chapelle baroque du Rosaire dans le prolongement du chœur, donnant sur le déambulatoire à la pointe est de l'édifice ; elle est couronnée par un lanternon et a été restaurée il y a environ 10 ans.
En 1822, le portail d'origine roman, relativement petit, fut démoli ainsi que des sculptures adjacentes de la même époque afin de réaliser la porte actuelle néoclassique à fronton triangulaire en l'honneur de la visite de la duchesse d'Angoulême pour permettre le passage de son dais.
Enfin, entre 1877 et 1882, l’architecte Henri Antoine Révoil, architecte des Monuments Historiques dans la région méditerranéenne, habilla l’intérieur de la cathédrale classique en style romano-byzantin. La troisième chapelle du côté sud abrite un panneau de sarcophage paléochrétien, ainsi que le tombeau du cardinal de Bernis. La cathédrale a été consacrée basilique mineure le 27 octobre 1882 et a été classée au titre des monuments historiques en 1906. Henri Antoine Révoil ne fut cependant pas autorisé à remanier la façade principale en style néo-roman[réf. nécessaire].

## Description
La tour nord — dont le dernier étage est de style gothique — est terminée par un toit-terrasse auquel on accède par une tourelle dotée d'un escalier en colimaçon ; elle est haute d’environ 40 m. La hauteur sous voûtes de la nef est de 20 m.
Il ne s'agit pas pour autant d'un grand édifice, puisque la nef ne mesure que 55 mètres de longueur. La cathédrale est d'ailleurs surpassée en surface par l'église Saint-Baudile.

## L'orgue

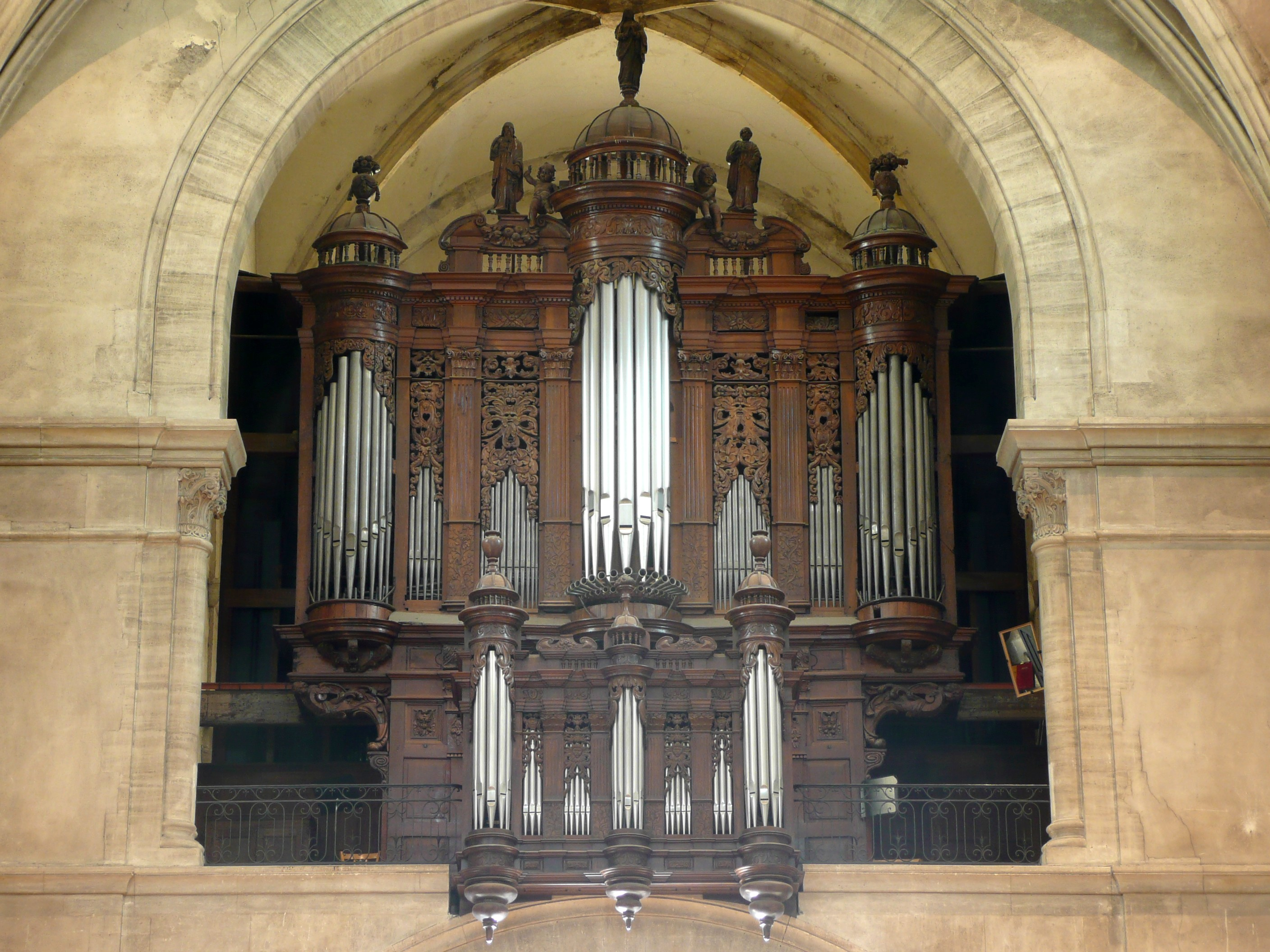
L'orgue

L'orgue de la cathédrale est construit à partir de 1643 par Gaspard et André Eustache, à la demande de l'évêque de Nîmes. De cette époque date le grand buffet, dont les sculptures sont réalisées par le marseillais Christophe Noiratte et l'avignonnais Michel Péru, ce dernier ayant sculpté les deux angelots flanquant la corniche de la grande tourelle centrale et les trois saints sommant le couronnement du grand-corps.
Pendant le XIXe siècle, l'instrument est l'objet de nombreuses réparations en 1808, 1824 et 1834. La plus grosse restauration est confiée à la maison Michel - Merklin de Lyon en 1896 : le positif du XVIIe siècle est supprimé.
En 1974, le facteur d'orgues Alfred Kern de Strasbourg est chargé de la restauration de l'orgue de Michel - Merklin, parvenu à un degré de délabrement assez avancé. Le plan du nouvel orgue tient compte de tous les apports des siècles précédents et rend au buffet son esthétique primitive en reconstituant le positif précédemment détruit. Une parfaite harmonisation permet aux organistes de jouer une littérature très variée.
Le grand orgue de la cathédrale comporte actuellement 51 jeux, dont une trompette en chamade, quatre claviers manuels et un pédalier de 30 notes, inauguré en 1983.
Le buffet de l’instrument est classé « monument historique » en 1968.
 Composition
| I - Positif dorsal 56 notes Ut1-Sol5 |
| Bourdon 8'                           |
| Montre 4'                            |
| Nazard 2 2/3'                        |
| Doublette 2'                         |
| Tierce 1 3/5'                        |
| Larigot 1 1/3'                       |
| Plein-Jeu IV-VI                      |
| Cromorne 8'                          |

| II - Grand-Orgue 56 notes Ut1-Sol5 |
| Bourdon 16'                        |
| Montre 8'                          |
| Bourdon 8'                         |
| Prestant 4'                        |
| Flûte 4'                           |
| Grosse Tierce 3 1/5'               |
| Nazard 2 2/3'                      |
| Doublette 2'                       |
| Tierce 1 3/5'                      |
| Fourniture II                      |
| Fourniture III                     |
| Cymbale IV                         |
| Trompette 8'                       |
| Voix humaine 8'                    |
| Clairon 4'                         |

| III - Bombarde-Echo expressif 56 notes Ut1-Sol5 |
| Quintaton 16'                                   |
| Flûte 8'                                        |
| Salicional 8'                                   |
| Unda Maris 8'                                   |
| Flûte 4'                                        |
| Principal 4'                                    |
| Octave 2'                                       |
| Sesquialtera II                                 |
| Fourniture IV                                   |
| Cymbale IV                                      |
| Bombarde 16'                                    |
| Trompette 8'                                    |
| Clairon 4'                                      |

| IV - Récit 32 notes Ut3-Sol5 |
| Flûte 8'                     |
| Trompette en chamade 8'      |
| Hautbois 8'                  |
| Cornet V                     |

| Pédale 30 notes Ut1-Fa3 |
| Principal 16'           |
| Soubasse 16'            |
| Principal 8'            |
| Flûte 8'                |
| Octave 4'               |
| Cor de nuit 2'          |
| Mixture IV              |
| Bombarde 16'            |
| Trompette 8'            |
| Clairon 4'              |

## Les cloches
La cathédrale de Nîmes est dotée de neuf cloches. Huit d'entre elles sont situées dans la tour-clocher, la neuvième, hors service, est disposée dans un clocheton au-dessus du chœur.

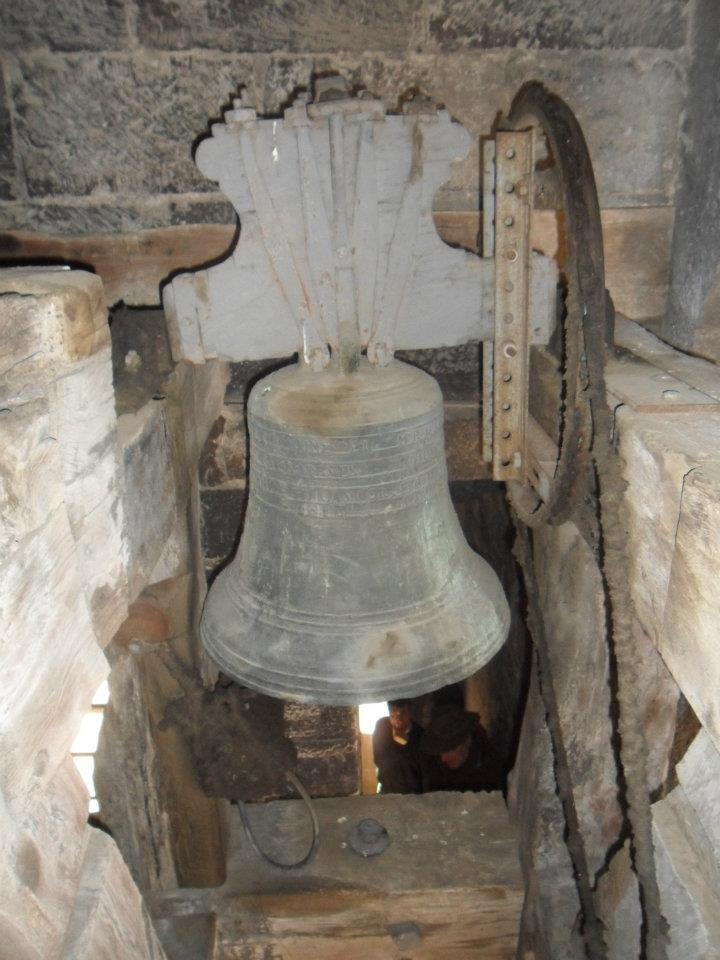
« La Castorine », fondue en 1813 (non signée), note mi 4, masse : 85 kg
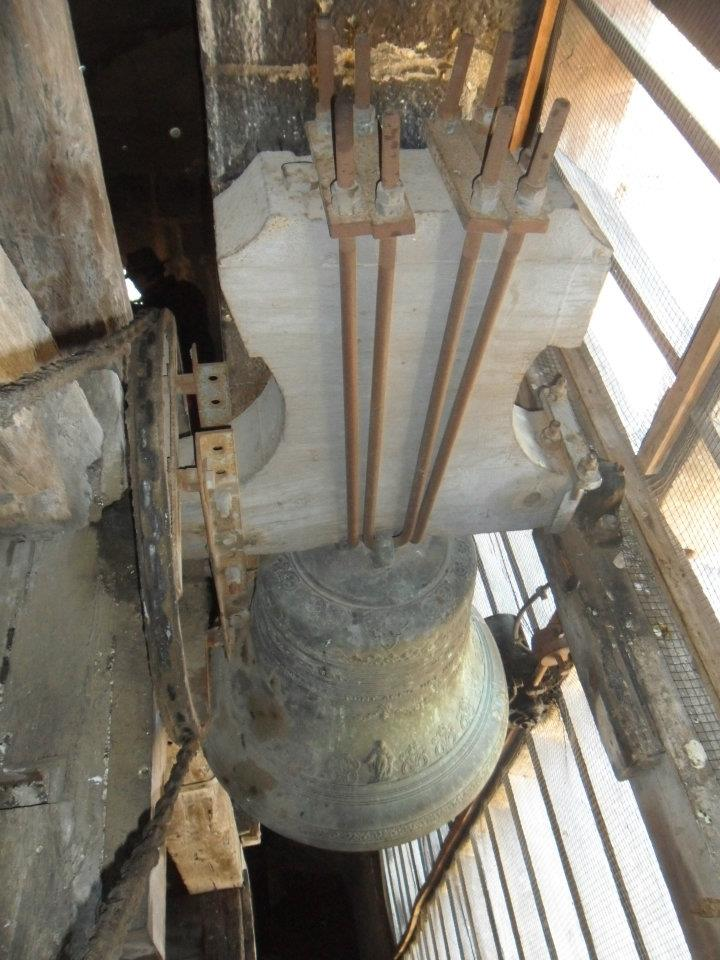
« La Charlotte », fondue en 1891 par Charles Arragon (fondeur à Lyon), note ré 4, masse : 110 kg
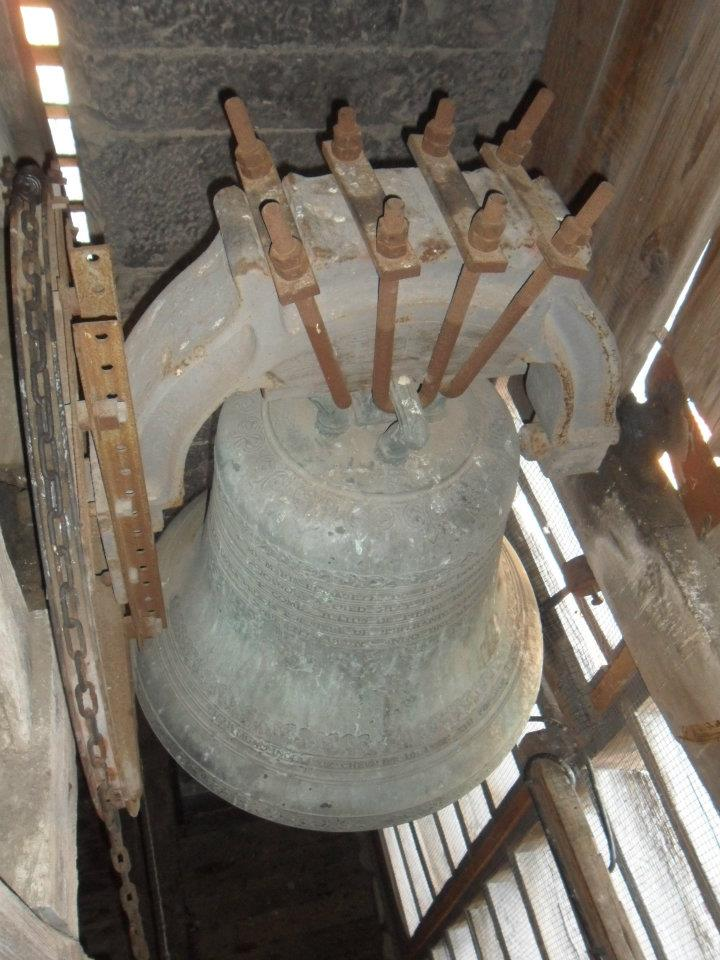
« Elisabeth », fondue en 1891 par Charles Arragon (fondeur à Lyon), note si 3, masse : 300 kg
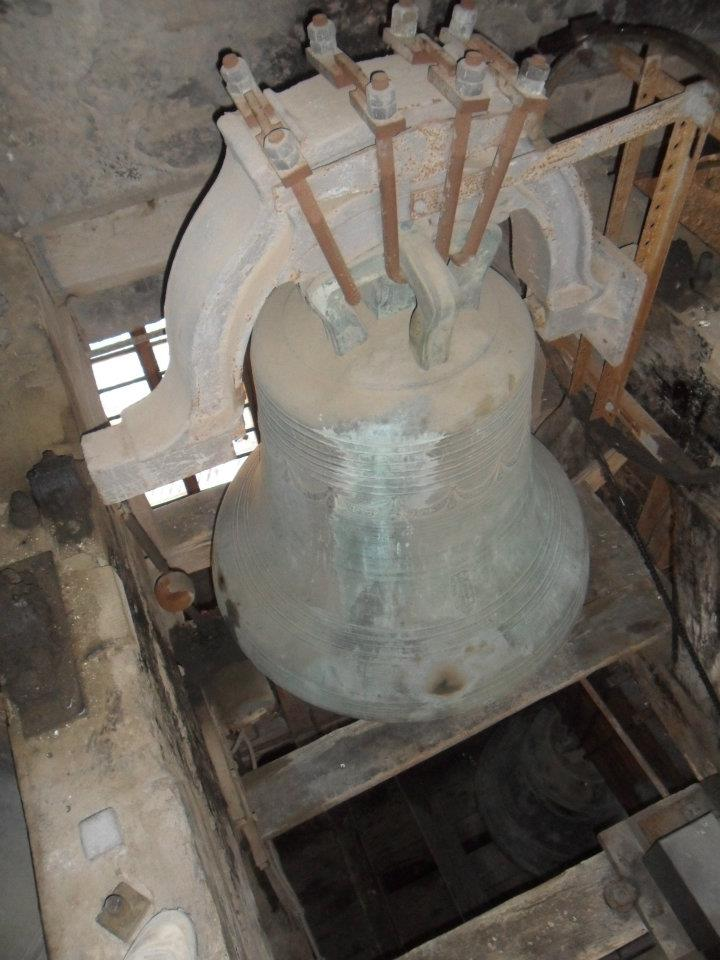
« La Gabrielle », fondue en 1891 par Charles Arragon (fondeur à Lyon), note la 3, masse : 440 kg
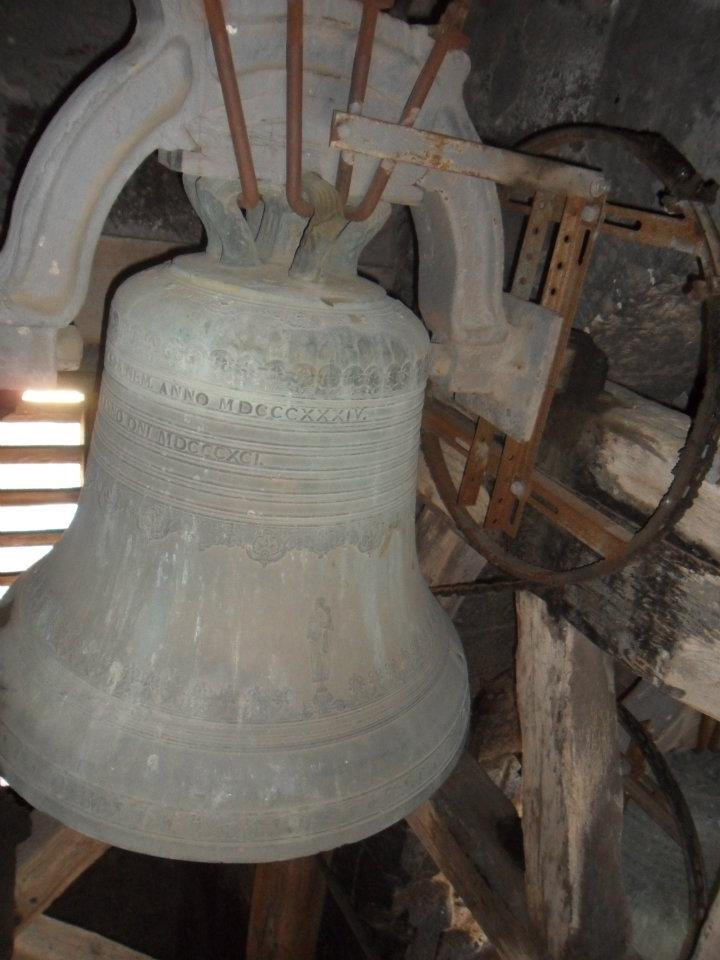
« La Noire », fondue en 1716 par A. Mas, note sol 3, masse : 640 kg
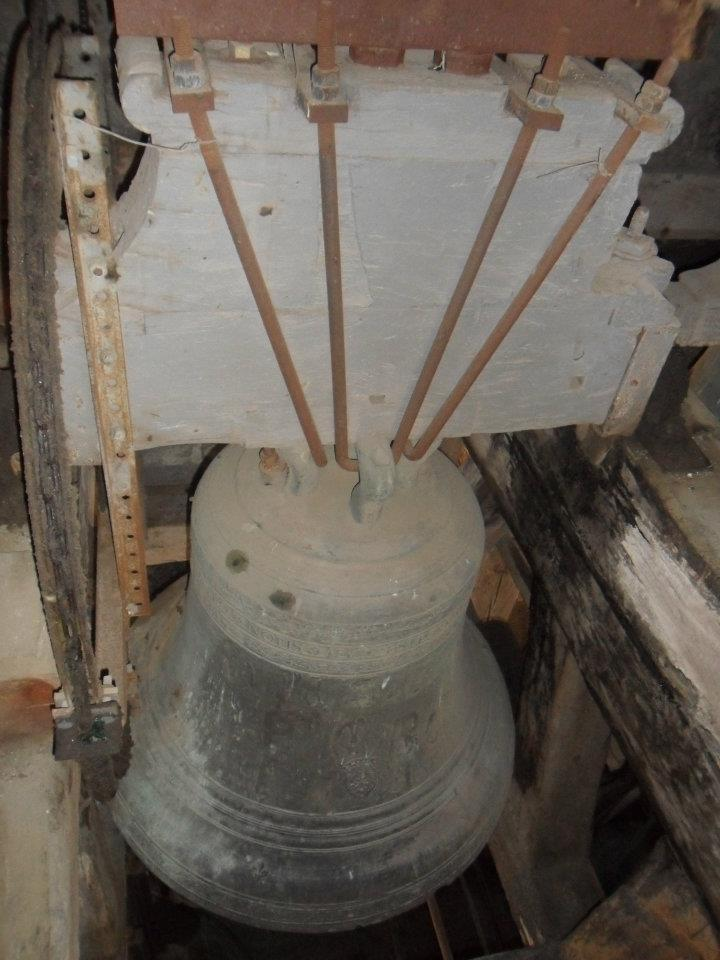
« La Canonge », fondue en 1829 par Eugène Baudouin (fondeur à Marseille), note fa dièse 3, masse : 760 kg
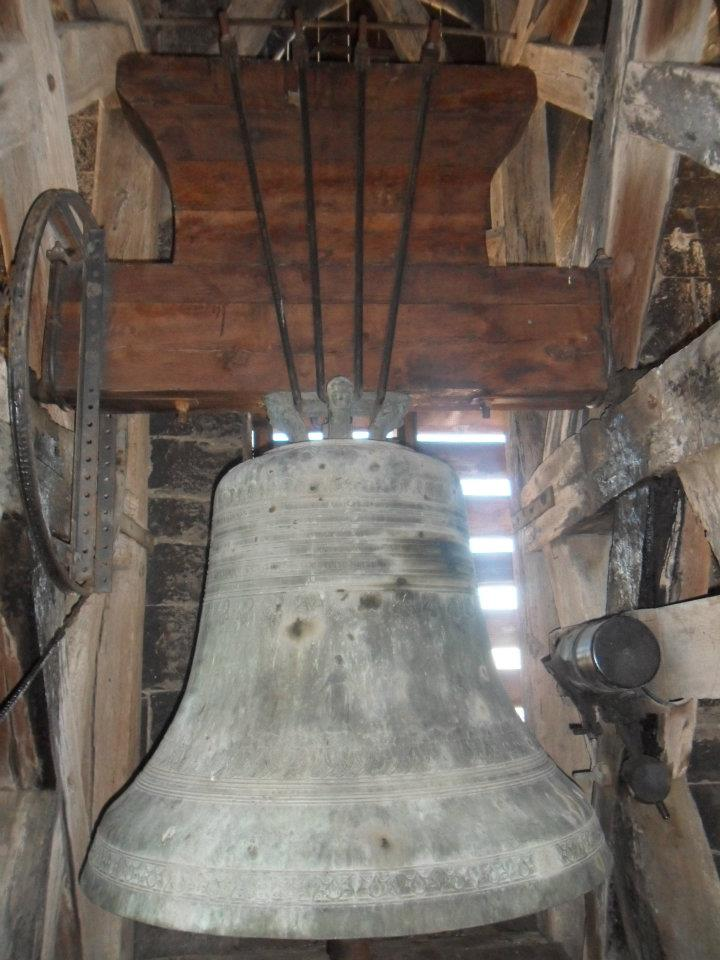
« La Congréganiste », refondue en 1891 par Charles Arragon (fondeur à Lyon), note mi 3, masse : 1 200 kg
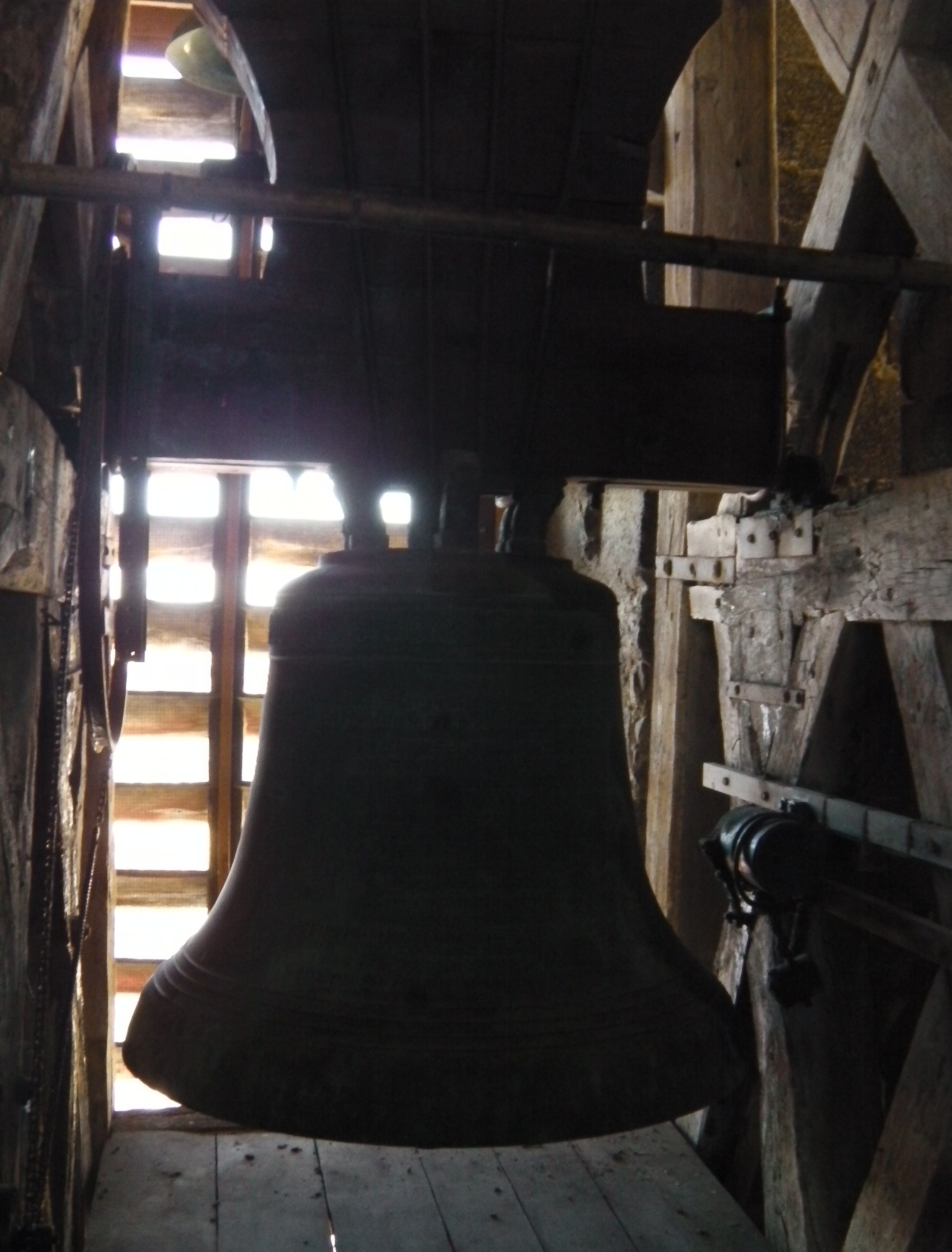
Le bourdon « La Grande » de 1669, refondu en 1760 et en 1813, note ré 3, masse : environ 2 tonnes
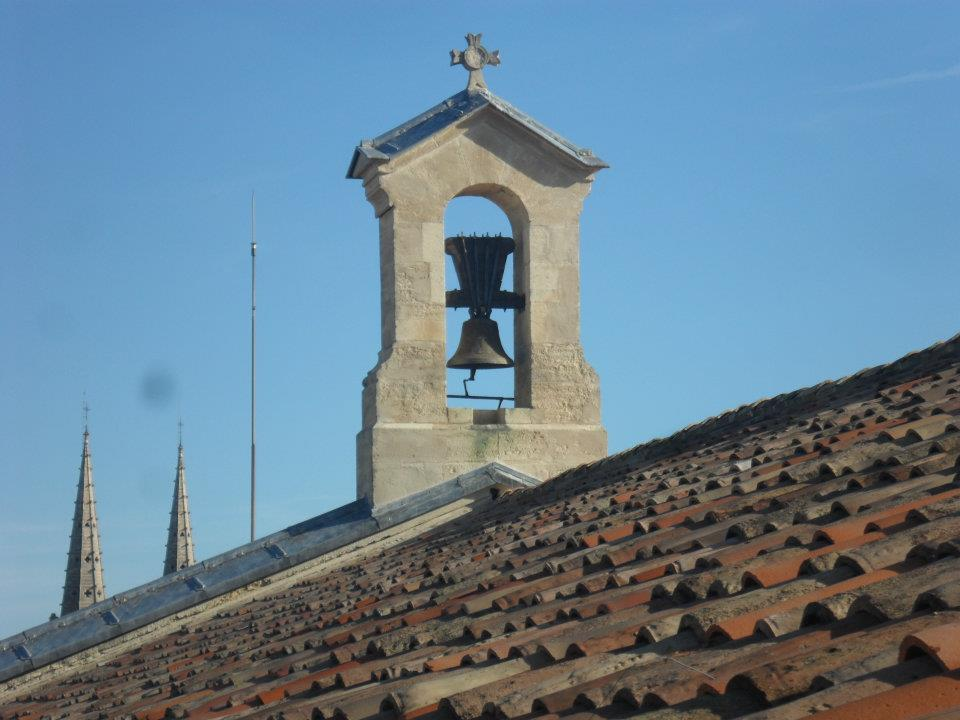
« La Capucine » fondue en 1770, note do dièse 4, (actuellement hors service)